# Herman IV van Baden
Herman IV van Baden (circa 1135 - Antiochië, 13 september 1190) was vanaf 1160 markgraaf van Baden.

## Levensloop
Hij was de zoon van markgraaf Herman III van Baden en een zekere Bertha, misschien een dochter van hertog Simon I van Lotharingen, maar haar afkomst is in feite onbekend. 
Als markgraaf van Baden was Herman ook graaf van Breisgau en landvoogd van Ortenau. Rond het jaar 1162 huwde hij met Bertha van Tübingen en ze kregen vijf kinderen:
- Herman V (overleden in 1243), van 1190 tot 1212 markgraaf van Baden en van 1212 tot 1243 markgraaf van Baden-Baden.
- Hendrik I (overleden in 1231), van 1190 tot 1212 markgraaf van Baden en van 1212 tot 1231 markgraaf van Baden-Hachberg.
- Frederik (1167-1218)
- Jutta
- Bertha

Herman nam samen met keizer Frederik I Barbarossa deel aan het beleg en de daaropvolgende vernietiging van de stad Milaan. Ook nam hij van 1175 tot 1178 met de keizer deel aan de veldtocht door Italië. In 1183 was Herman betrokken bij de Vrede van Konstanz, waarbij keizer Frederik de Lombardische Liga erkende en de autonomie van de steden aanvaardde. 
In 1189 nam hij deel aan de Derde Kruistocht. Tijdens deze kruistocht stierf Herman in 1190 in de stad Antiochië.